# Іві (маорі)

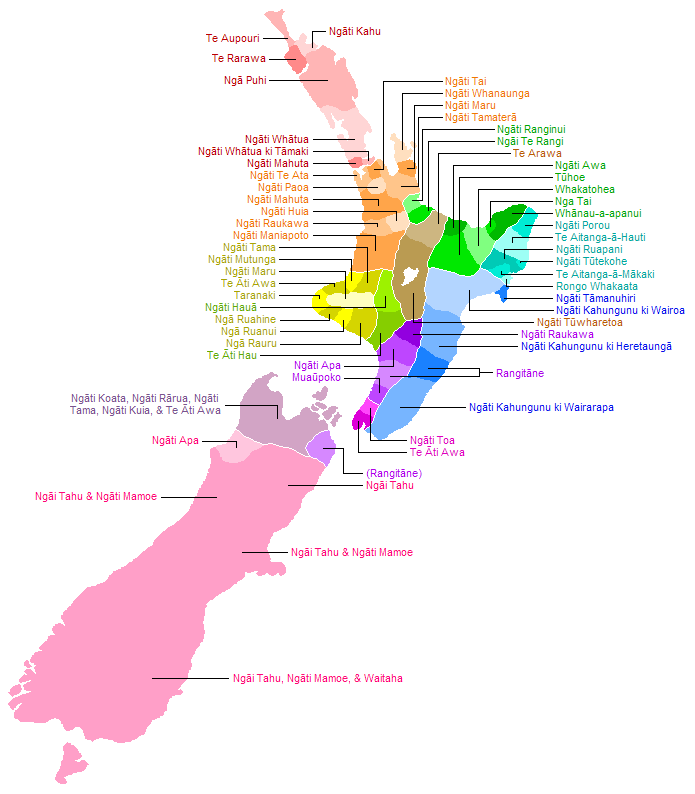
Мапа з місцями проживання маорійських племен

Іві (маор. iwi) — маорійське плем'я, ключова суспільно-політична одиница новозеландського народу маорі. В дослівному перекладі з мови маорі означає «кістки». Іві складалося з кількох хапу (маор. hapū)(маорійських кланів), які інколи були суперниками один одного всередині іві. Однак у випадку загрози території іві всі хапу захищали племінні землі спільно.
Племена, що довгий час мешкали в одній місцевості, носили назву іві-тутуру (маор. iwi-tūturu), або тіно-іві (маор. tino-iwi). Їх власна назва, як правило, походила від імені предка-засновника, хоча інколи іві звалися на честь певної події.. Групи племен, які вели свій родовід від пращура іві-тутуру, звалися іві-нуі (маор. iwi-nui), або іві-фануі (маор. iwi-whanui). Представники кожного племені ідентифікували себе з окремим Вака (каное), маор. waka, на якому їх прапращур приплив з легендарної країни Гаваїкі.
До найбольших іві належать:
- нгаті-таху (мешкають у південній частині Нової Зеландії, здебільшого на Південному острові);
- нга-пухі (найбільше іві; мешкають в регіоне Нортленд);
- нгаті-кахунгуну (мешкають на території регионів Гокс-Бей та Уаирарапа);
- нгаті-маніапото (мешкають на території регіону Ваїкато);
- нгаті-пороу (Гісборн, Іст-Кейп);
- нгаті-тама (мешкають в регіонах Таранакі та Веллінгтон);
- нгаті-тоа (мешкають в Поріруа);
- нгаті-руануї (мешкають в Таранакі);
- нгаті-фатуа (мешкають на Північ від Окленду);
- таінуі (мешкають в регіоні Ваїкато);
- те-арава (мешкають в регіоні Бей-оф-Пленті);
- нгаті-туфаретоа (мешкають в центральній частині Північного острову).

З огляду на відносну ізольованість іві одне від одного маорійська мова розділилася на кілька діалектів.